# Tommy Hopper
Albert Horace Hopper, detto Tommy (10 aprile 1915 – 1972), è stato un calciatore inglese, di ruolo attaccante.

## Carriera

### Nazionale
Venne convocato nella Nazionale britannica che partecipò ai Giochi olimpici del 1948, disputò solo uno dei quattro incontri giocati dalla sua Nazionale in quell'edizione.